# La buena estrella
La buena estrella is een Spaanse film uit 1997, geregisseerd door Ricardo Franco.

## Verhaal
Rafael is een slager die alleen woont sinds een arbeidsongeval waardoor hij niet meer kan werken. Zijn leven verandert als hij Marina ontmoet, wanneer hij haar redt nadat ze in elkaar is geslagen door haar vriend Daniel. Hij brengt haar naar zijn huis, waar al snel een relatie tussen hen ontstaat. Marina is zwanger, maar aangezien Daniel het kind niet wil, biedt Rafael aan zich als vader over het kind te ontfermen. Samen vormen ze een gezin, en alle problemen lijken te zijn opgelost. Jaren later staat Daniel echter weer voor de deur. Hij is vrijgelaten uit de gevangenis en zoekt een plek om te verblijven.

## Rolverdeling
| Acteur          | Personage |
| --------------- | --------- |
| Antonio Resines | Rafael    |
| Maribel Verdú   | Marina    |
| Jordi Mollà     | Daniel    |
| Elvira Mínguez  | Ana Mari  |
| Ramón Barea     | Paco      |

## Ontvangst

### Prijzen en nominaties
De film won 21 prijzen en werd voor 8 andere genomineerd. Een selectie:
| Jaar | Evenement                   | Categorie                | Genomineerde                           | Resultaat   |
| ---- | --------------------------- | ------------------------ | -------------------------------------- | ----------- |
| 1997 | Mar del Plata (13de editie) | Beste film               | La buena estrella                      | Genomineerd |
| 1997 | Mar del Plata (13de editie) | Beste regisseur          | Ricardo Franco                         | Gewonnen    |
| 1997 | Mar del Plata (13de editie) | Beste acteur             | Antonio Resines, Jordi Mollà           | Gewonnen    |
| 1998 | Premio Goya (12de editie)   | Beste film               | La buena estrella                      | Gewonnen    |
| 1998 | Premio Goya (12de editie)   | Beste regisseur          | Ricardo Franco                         | Gewonnen    |
| 1998 | Premio Goya (12de editie)   | Beste acteur             | Antonio Resines                        | Gewonnen    |
| 1998 | Premio Goya (12de editie)   | Beste acteur             | Jordi Mollà                            | Genomineerd |
| 1998 | Premio Goya (12de editie)   | Beste actrice            | Maribel Verdú                          | Genomineerd |
| 1998 | Premio Goya (12de editie)   | Beste origineel scenario | Ricardo Franco, Ángeles González Sinde | Gewonnen    |
| 1998 | Premio Goya (12de editie)   | Beste filmmuziek         | Eva Gancedo                            | Gewonnen    |